# سو غريغوري
سو غريغوري (بالإنجليزية: Sue Gregory)‏ هي لاعبة كرة قدم نيوزيلندية، ولدت في 27 يوليو 1971. شاركت مع منتخب نيوزيلندا لكرة القدم للسيدات.